# Bořek Dočkal
Bořek Dočkal (Městec Králové, 30 september 1988) is een Tsjechisch voetballer die sinds 2013 onder contract staat bij het Tsjechische Sparta Praag. Hij speelt als middenvelder.

## Carrièrestatistieken
| Seizoen                         | Club                 | Land             | Competitie              | Wed. | Goals |
| ------------------------------- | -------------------- | ---------------- | ----------------------- | ---- | ----- |
| 2006/07                         | Slavia Praag         | Tsjechië         | 1. česká fotbalová liga | 6    | 1     |
| 2007/08                         | Slavia Praag         | Tsjechië         | 1. česká fotbalová liga | 0    | 0     |
| 2007/08                         | → SK Kladno          | Tsjechië         | 1. česká fotbalová liga | 14   | 2     |
| 2007/08                         | FC Slovan Liberec    | Tsjechië         | 1. česká fotbalová liga | 14   | 1     |
| 2008/09                         | FC Slovan Liberec    | Tsjechië         | 1. česká fotbalová liga | 27   | 5     |
| 2009/10                         | FC Slovan Liberec    | Tsjechië         | 1. česká fotbalová liga | 29   | 5     |
| 2010/11                         | FC Slovan Liberec    | Tsjechië         | 1. česká fotbalová liga | 13   | 2     |
| 2010/11                         | → Konyaspor          | Turkije          | Süper Lig               | 9    | 0     |
| 2011/12                         | FK Baumit Jablonec   | Tsjechië         | 1. česká fotbalová liga | 1    | 0     |
| 2011                            | Rosenborg BK         | Noorwegen        | Tippeligaen             | 13   | 2     |
| 2012                            | Rosenborg BK         | Noorwegen        | Tippeligaen             | 27   | 10    |
| 2013                            | Rosenborg BK         | Noorwegen        | Tippeligaen             | 15   | 2     |
| 2013/14                         | Sparta Praag         | Tsjechië         | 1. česká fotbalová liga | 25   | 3     |
| 2014/15                         | Sparta Praag         | Tsjechië         | 1. česká fotbalová liga | 29   | 10    |
| 2015/16                         | Sparta Praag         | Tsjechië         | 1. česká fotbalová liga | 29   | 8     |
| 2016/17                         | Sparta Praag         | Tsjechië         | 1. česká fotbalová liga | 12   | 4     |
| 2016/17                         | Henan Jianye         | China            | Chinese Super League    | 23   | 4     |
| 2017/18                         | → Philadelphia Union | Verenigde Staten | Major League Soccer     | 17   | 5     |
| Totaal                          | Totaal               | Totaal           | Totaal                  | 303  | 64    |
| Bijgewerkt op 12 september 2014 |                      |                  |                         |      |       |

## Interlandcarrière
Op 14 augustus 2013 debuteerde Vaněk in het Tsjechisch voetbalelftal in een vriendschappelijke wedstrijd tegen Hongarije (1–1). Met Tsjechië nam hij deel aan het Europees kampioenschap voetbal 2016 in Frankrijk. Na nederlagen tegen Spanje (0–1) en Turkije (0–2) en een gelijkspel tegen Kroatië (2–2) was Tsjechië uitgeschakeld in de groepsfase.
| Interlands van Bořek Dočkal voor Tsjechië | Interlands van Bořek Dočkal voor Tsjechië | Interlands van Bořek Dočkal voor Tsjechië | Interlands van Bořek Dočkal voor Tsjechië | Interlands van Bořek Dočkal voor Tsjechië | Interlands van Bořek Dočkal voor Tsjechië |
| №                                         | Datum                                     | Wedstrijd                                 | Uitslag                                   | Soort Wedstrijd                           | Doelpunten                                |
| Als speler bij Rosenborg BK               | Als speler bij Rosenborg BK               | Als speler bij Rosenborg BK               | Als speler bij Rosenborg BK               | Als speler bij Rosenborg BK               | Als speler bij Rosenborg BK               |
| ----------------------------------------- | ----------------------------------------- | ----------------------------------------- | ----------------------------------------- | ----------------------------------------- | ----------------------------------------- |
| 1.                                        | 14 november 2012                          | Tsjechië – Slowakije                      | 3 – 0                                     | Vriendschappelijk                         | 1                                         |
| 2.                                        | 6 februari 2013                           | Turkije – Tsjechië                        | 0 – 2                                     | Vriendschappelijk                         | 0                                         |
| 3.                                        | 22 maart 2013                             | Tsjechië – Denemarken                     | 0 – 3                                     | Kwalificatie WK 2014                      | 0                                         |
| Als speler bij Sparta Praag               |                                           |                                           |                                           |                                           |                                           |
| 4.                                        | 11 oktober 2013                           | Malta – Tsjechië                          | 1 – 4                                     | Kwalificatie WK 2014                      | 0                                         |
| 5.                                        | 15 oktober 2013                           | Bulgarije – Tsjechië                      | 0 – 1                                     | Kwalificatie WK 2014                      | 1                                         |
| 6.                                        | 15 november 2013                          | Tsjechië – Canada                         | 2 – 0                                     | Vriendschappelijk                         | 0                                         |
| 7.                                        | 5 maart 2014                              | Tsjechië – Noorwegen                      | 2 – 2                                     | Vriendschappelijk                         | 0                                         |
| 8.                                        | 21 mei 2014                               | Finland – Tsjechië                        | 2 – 2                                     | Vriendschappelijk                         | 0                                         |
| 9.                                        | 3 juni 2014                               | Tsjechië – Oostenrijk                     | 1 – 2                                     | Vriendschappelijk                         | 0                                         |
| 10.                                       | 3 september 2014                          | Tsjechië – Verenigde Staten               | 0 – 1                                     | Vriendschappelijk                         | 0                                         |
| 11.                                       | 9 september 2014                          | Tsjechië – Nederland                      | 2 – 1                                     | Kwalificatie EK 2016                      | 1                                         |

Bijgewerkt op 12 september 2014.